# Mistrzostwa Słowacji w piłce nożnej plażowej mężczyzn 2021
Mistrzostwa Słowacji w piłce nożnej plażowej 2021 (słow. Majstrovstvá Slovenskej republiky v plážovom futbale 2021) – 15. edycja oficjalnych mistrzostw Słowacji w piłce nożnej plażowej mężczyzn, po raz 2. przeprowadzona w formule ligowej. Organizatorem był związek Plážový futbal Slovensko dowodzony przez Słowacki Związek Plażowych Sportów (ŠAPS). W rozgrywkach zostanie wyłoniony Mistrz Słowacji na rok 2021.
Drużyna BSC Hustý broni tytułu Mistrza Słowacji.
| Uczestnicy poprzedniej edycji Ekstraklasy 2020 | Uczestnicy poprzedniej edycji Ekstraklasy 2020 | Uczestnicy poprzedniej edycji Ekstraklasy 2020 |
| ---------------------------------------------- | ---------------------------------------------- | ---------------------------------------------- |
| BSC Hustý                                      | 1                                              |                                                |
| BS ViOn                                        | 2                                              |                                                |
| Senecký KPF                                    | 3                                              |                                                |

## Faza zasadnicza

### I turniej ligowy
| Mecz 1 3 lipca 2021 10:30 | Senecký KPF · 5', 29', Hrnčiar · 15', 23' 27', 35' Bakuš · 28' Ďuriš | 7:14(1:4, 2:6, 4:4)Raport | BSC Hustý · 1', 9', 13', 24, 29' Čarnogurský · 2', 19' Čambor · 8', 20', 24', 31' Šmálik · 18' Lipovský · 33', 36' Dzaba | Hlohovec |
|                           |                                                                      |                           | |          |

| Mecz 2 3 lipca 2021 12:00 | BS ViOn · 3' Vlk · 5', 24', 33' · 10', 13', 19', 28' Grey | 8:4(3:0, 3:2, 2:2)Raport | Senecký KPF · 14', 26', 34' Bakuš · 16' Hrnčiar | Hlohovec |
|                           |                                                           |                          |                                                 |          |

| Mecz 3 3 lipca 2021 13:30 | BSC Hustý · 1' Šmálik · 6', 21, 28' Čarnogurský · 8', 31', 36' Dzaba · 11', 21' Bureš · 11' Benkovský | 10:4(5:1, 2:0, 3:3)Raport | BS ViOn · 2', 34' Grey · 35' Letko · 36' Rusnák | Hlohovec |
|                           | |                           |                                                 |          |

### II turniej ligowy
| Mecz 4 11 lipca 2021 10:30 | BS ViOn · 6', 16' Lipovský · 10', 19', 36' Čarnogurský · 15' Sivoň | 4:6(1:2, 2:3, 1:1)Raport | BSC Hustý · 9', 24' Vlk · 20' Kalafut · 29' Volkay | Hlohovec |
|                            |                                                                    |                          |                                                    |          |

| Mecz 5 11 lipca 2021 12:00 | Senecký KPF · 12', 27' Oškerský · 15' Ondrišík | 3:11(1:6, 1:1, 1:4)Raport | BS ViOn · 4', 12', 12', 12', 25' Vlk · 8', 9', 17', 30', 35' Grey · 27' Baláž | Hlohovec |
|                            |                                                |                           |                                                                               |          |

| Mecz 6 11 lipca 2021 13:30 | BSC Hustý · 17', 24', 28', 29' Čarnogurský · 26', 31' Šmálik · 34', 36' Sivoň · 35' Hruška | 9:5(0:2, 2:3, 7:0)Raport | Senecký KPF · 6', 11', 14', 16', 21' Ondrišík | Hlohovec |
|                            |                                                                                            |                          |                                               |          |

### Tabela fazy zasadniczej
Legenda do tabel:
- Zwyc. – zwycięstwa
- Por. – porażki
- Br+ – bramki zdobyte
- Br− – bramki stracone
- +/− – różnica bramek

| Miejsce | Drużyna     | Mecze | Punkty | Zwyc. | Zw.pd. | Zw. pk. | Por. | Bramki | +/- |
| ------- | ----------- | ----- | ------ | ----- | ------ | ------- | ---- | ------ | --- |
| 1.      | BSC Hustý   | 4     | 12     | 4     | 0      | 0       | 0    | 39:20  | +19 |
| 2.      | BS ViOn     | 4     | 6      | 2     | 0      | 0       | 2    | 27:23  | +4  |
| 3.      | Senecký KPF | 4     | 0      | 0     | 0      | 0       | 4    | 19:43  | -24 |